# Micaria japonica
Micaria japonica är en spindelart som beskrevs av Hayashi 1985. Micaria japonica ingår i släktet Micaria och familjen plattbuksspindlar. Inga underarter finns listade i Catalogue of Life.